# Jacqueline Maillan
Jacqueline Maillan (11 de enero de 1923 – 12 de mayo de 1992) fue una actriz teatral, cinematográfica y televisiva de nacionalidad francesa.

## Biografía

### Inicios
Nacida en Paray-le-Monial, Francia, sus padres eran Louis, ingeniero de puentes y caminos, y Émilie, y tuvo dos hermanas, Christiane y Suzanne. Creció en el seno de su familia burguesa, acomplejada por considerarse una chica poco femenina. Mala estudiante, pero adorada por sus profesores y compañeros gracias a su sentido de la comedia, Jacqueline Maillan preparó el diploma « capacité en droit» antes de seguir clases de puericultura, encontrando finalmente empleo como secretaria de un farmacéutico.
En 1944 la familia llegó a París, por lo cual Jacqueline pudo satisfacer su pasión por el teatro, y en particular de la tragedia. Así, se inscribió en los cursos de arte dramático Tonia Navar, y después en el Cours Simon. René Simon le desaconsejó la tragedia después de que ella le hiciera reír interpretando a Jean Racine, y predijo su futuro éxito. En esa época conoció a Pierre Mondy, con el que trabó una duradera amistad.

### Carrera
Maillan fue contratada por Georges Vitaly, recomendada por Mondy, iniciando su primera gira por Francia con las obras El médico a palos y Les Boulingrin.
En 1951 interpretó en el Teatro de la Huchette Monsieur Bob'le, de Georges Schehadé, con Monique Laurie y Pierre Mondy, y en 1955 Ornifle, de Jean Anouilh, con Pierre Brasseur y Louis de Funès. También actuó con Les Branquignols en Ah ! les belles bacchantes, obra adaptada posteriormente al cine. A finales de los años 1950 se consolidó su fama, y dando la réplica a de Funès en 1963 con Pouic-Pouic, de Jean Girault, consiguió la cima de su popularidad.
Entre sus destacadas actuaciones teatrales figuran las que llevó a cabo en Le Chinois, de Pierre Barillet y Jean-Pierre Grédy, Gog et Magog, Croque-monsieur, La Facture, Folle Amanda, Potiche, Lily et Lily, La Cuisse du Steward, Retour au désert o Le Pont Japonais.
La actriz participó con frecuencia en emisiones televisivas de entretenimiento concebidas por sus amigos los productores Maritie y Gilbert Carpentier, destacando de entre ellas Les Grands Enfants entre 1967 y 1970.
En 1984 creó el espectáculo J'ai deux mots à vous dire, representado en el Teatro de la Michodière. Escrito por Jean-Pierre Delage, comprendía varias canciones de Michel Emer. Ante el éxito, el espectáculo pasó a representarse en el Théâtre des Bouffes-Parisiens. Michel Emer falleció en noviembre de 1984, pero cuatro días más tarde Maillan subió a escena y actuó frente a su público. Su última actuación teatral tuvo lugar en una obra interpretada por ella sola, Pièce montée, que le escribió Pierre Palmade.

## Vida personal
En 1954, el compositor Michel Emer, que entre otros había compuesto para Édith Piaf L'Accordéoniste y À quoi ça sert l'amour?, y espectador asiduo de la pieza que ella representaba, le pidió matrimonio. La pareja se casó civilmente el 14 de diciembre de 1954, dos días después de la muerte de su padre. Dos meses después de Jean Poiret, ella falleció a causa de una hemorragia interna en su apartamento de París el 12 de mayo de 1992, un día antes de ingresar para someterse a una operación cardiovascular largamente demorada. Fue enterrada en el Cementerio de Bagneux, en París.

## Filmografía
| - 1947: Voyantes et médiums, de Jean-Louis Valray - 1949: Du pied, de Pierre Couraud - 1950: Bistro, de Marco de Gastyne - 1954: Ah ! les belles bacchantes, de Jean Loubignac - 1954: Les Intrigantes, de Henri Decoin - 1954: Si Versailles m'était conté, de Sacha Guitry - 1955: Les Grandes Manœuvres, de René Clair - 1955: Les Deux font la paire, de André Berthomieu - 1955: Villa sans souci, de Maurice Labro - 1957: Le Feu aux poudres, de Henri Decoin - 1958: Vive les vacances, de Jean Laviron y Jean-Marc Thibault - 1958: Le train de 8h47, de Jack Pinoteau - 1958: Chéri, fais-moi peur, de Jack Pinoteau - 1959: Julie la rousse, de Claude Boissol - 1959: Archimède le clochard, de Gilles Grangier - 1959: Les Motards, de Jean Laviron - 1959: Vous n'avez rien à déclarer ?, de Clément Duhour - 1960: Les Héritiers, de Jean Laviron - 1960: Les Portes claquent, de Jacques Poitrenaud y Michel Fermaud - 1961: On purge bébé, de Marcel Bluwal - 1961: Candide ou l'optimisme du XXe siècle, de Norbert Carbonnaux - 1962: Que personne ne sorte, de Yvan Govar | - 1962: Comment réussir en amour, de Michel Boisrond - 1962: Tartarin de Tarascon, de Francis Blanche - 1963: Les Bricoleurs, de Jean Girault - 1963: Les Veinards, de Jean Girault, sketch Le Yacht - 1963: Comment trouvez-vous ma sœur ?, de Michel Boisrond - 1963: Pouic-Pouic, de Jean Girault - 1964: La Bonne Occase, de Michel Drach - 1966: Monsieur le président-directeur général, de Jean Girault - 1969: Appelez-moi Mathilde, de Pierre Mondy - 1973: L'Oiseau rare, de Jean-Claude Brialy - 1982: Y a-t-il un Français dans la salle ?, de Jean-Pierre Mocky - 1983: Papy fait de la résistance, de Jean-Marie Poiré - 1986: La Vie dissolue de Gérard Floque, de Georges Lautner - 1988: Une nuit à l'Assemblée nationale, de Jean-Pierre Mocky - 1988: Les Saisons du plaisir, de Jean-Pierre Mocky - 1988: À notre regrettable époux, de Serge Korber - 1988: La Femme fardée, de José Pinheiro - 1990: La Contre-allée, de Isabel Sébastian - 1991: La Vérité qui tue, de Jean-Pierre Mocky (serie Myster Mocky présente) - 1992: Ville à vendre, de Jean-Pierre Mocky |

## Teatro
- 1948: Les Boulingrin, de Georges Courteline
- 1948: El médico a palos, de Molière
- 1949: Le Roi pêcheur, de Julien Gracq, escenografía de Marcel Herrand, Teatro Montparnasse
- 1949: Carine ou la jeune fille folle de son âme, de Fernand Crommelynck, escenografía de René Dupuy, Teatro de l'Œuvre
- 1949: Maya, de Simon Gantillon, Teatro Montparnasse
- 1949: Le Roi Pêcheur, de Julien Gracq, Teatro Montparnasse
- 1949: Léonie est en avance, de Georges Feydeau
- 1950: Pépita, de Henri Fontenille y Maurice Chevit, escenografía de Georges Vitaly, Teatro de la Huchette
- 1951: La Belle Rombière, de Jean Clervers y Guillaume Hanoteau, escenografía de Georges Vitaly, Teatro de la Huchette, Teatro de l'Œuvre
- 1951: Edmée, de Pierre-Aristide Bréal, escenografía de Georges Vitaly, Teatro de la Huchette
- 1951: Monsieur Bob'le, de Georges Schehadé, escenografía de Georges Vitaly, Teatro de la Huchette
- 1952: La Petite Femme de Loth, de Tristan Bernard, escenografía de Georges Vitaly, Teatro Montparnasse
- 1952: La Farce des ténébreux, de Michel de Ghelderode, escenografía de Georges Vitaly, Teatro del Grand-Guignol
- 1952: Les Barbes nobles, de André Roussin, escenografía de Georges Vitaly, Teatro del Grand-Guignol
- 1953: Ah ! les belles bacchantes, de Robert Dhéry, Francis Blanche y Gérard Calvi, escenografía de Robert Dhéry, Teatro Daunou
- 1955: Ornifle ou le courant d'air, de Jean Anouilh, escenografía de Jean Anouilh y Roland Piétri, Teatro de los Campos Elíseos
- 1958: Le Chinois, de Pierre Barillet y Jean-Pierre Grédy, escenografía de Georges Vitaly, Teatro La Bruyère
- 1958: La Petite Femme de Loth, de Tristan Bernard, escenografía de Georges Vitaly, Teatro La Bruyère
- 1959: Gog et Magog, de Roger MacDougall y Ted Allan, escenografía de François Périer, Teatro de la Michodière
- 1960: Las mujeres sabias, de Molière, escenografía de Jacques Charon, Théâtre des Bouffes-Parisiens
- 1963: Sacré Léonard, de Jean Poiret y Michel Serrault, escenografía de André Puglia, Teatro Fontaine
- 1964: Gog et Magog, de Roger MacDougall y Ted Allan, escenografía de François Périer, Théâtre des Célestins
- 1964: Croque-monsieur, de Marcel Mithois, escenografía de Jean-Pierre Grenier, Teatro Saint-Georges, Teatro des Ambassadeurs en 1966 con Henri Virlojeux y Jacques Jouanneau
- 1967: Croque-monsieur, de Marcel Mithois, escenografía de Jean-Pierre Grenier, Théâtre des Célestins
- 1968: La Facture, de Françoise Dorin, escenografía de Jacques Charon, Teatro del Palais-Royal
- 1971: Croque-monsieur, de Marcel Mithois, escenografía de Jean-Pierre Grenier, Théâtre des Célestins
- 1971: Folle Amanda, de Pierre Barillet y Jean-Pierre Grédy, escenografía de Jacques Charon, Théâtre des Bouffes-Parisiens
- 1973: La Royale Performance, de Marcel Mithois, escenografía de Jean-Pierre Delage, Théâtre des Bouffes-Parisiens
- 1973: Madame Sans Gêne, de Victorien Sardou y Emile Moreau, escenografía de Michel Roux, Théâtre de Paris
- 1974: Croque-monsieur, de Marcel Mithois, escenografía de Jean-Pierre Grenier, Teatro Saint-Georges
- 1977: Féfé de Broadway, de Jean Poiret, escenografía de Pierre Mondy, con Michel Roux, Roger Carel, Annick Alane, Jackie Sardou, Théâtre des Variétés
- 1978: Le Pont japonais, de Leonard Spigelgass, escenografía de Gérard Vergez, Teatro Antoine
- 1980: Potiche, de Pierre Barillet y Jean-Pierre Grédy, escenografía de Pierre Mondy, Teatro Antoine
- 1982: Coup de soleil, de Marcel Mithois, escenografía de Jacques Rosny, con Roger Miremont, Teatro Antoine
- 1984: J'ai deux mots à vous dire, de Jean-Pierre Delage, escenografía de Pierre Mondy, Teatro de la Michodière, Théâtre des Bouffes-Parisiens, y Teatro de los Campos Elíseos en 1989
- 1985: Lily et Lily, de Pierre Barillet y Jean-Pierre Grédy, escenografía de Pierre Mondy, con Jacques Jouanneau, Teatro Antoine
- 1988: Le Retour au désert, de Bernard-Marie Koltès, escenografía de Patrice Chéreau, Festival de otoño de París, Teatro Renaud-Barrault
- 1990: La Cuisse du steward, de y escenografía de Jean-Michel Ribes, Teatro de la Renaissance
- 1991: Pièce montée, de Pierre Palmade, escenografía de Blandine Harmelin, Teatro de los Campos Elíseos

## Televisión
- 1961: On purge bébé,[5] de Georges Feydeau, dirección de Marcel Bluwal
- 1973: Top à Jacqueline Maillan
- Au théâtre ce soir:
- 1974: Madame Sans Gêne, de Victorien Sardou y Émile Moreau, escenografía de Michel Roux, dirección de Georges Folgoas, Teatro Marigny
- 1974: Folle Amanda, de Pierre Barillet y Jean-Pierre Grédy, escenografía de Jacques Charon, dirección de Georges Folgoas, Teatro Marigny
- 1975: La Facture, de Françoise Dorin, escenografía de Jacques Charon, dirección de Pierre Sabbagh, Teatro Édouard VII
- 1982: Coup de soleil, de Marcel Mithois, escenografía de Jacques Rosny, Teatro Antoine
- 1982: Allô oui ? J'écoute!, de Jean Pignol
- 1983: Potiche, de Pierre Barillet y Jean-Pierre Grédy, escenografía de Pierre Mondy
- 1985: Lily et Lily, de Pierre Barillet y Jean-Pierre Grédy, escenografía de Pierre Mondy.
- 1988: Palace, de Jean-Michel Ribes
- 1991: La Vérité qui tue, de Jean-Pierre Mocky
- 1992: Pièce montée, de Pierre Palmade

## Premios
- 1964: Premio del Sindicato de la Crítica a la mejor actriz por Croque-Monsieur
- Caballero de la Legión de Honor
- Orden de las Artes y las Letras